# Цаликовы
Ца́ликовы (осет. Цæлыккатæ, тур. Selikoğlu) — осетинская фамилия.

## Антропонимика
1. возможно из персидского (перс. ﭼﺎﻟﻴﮏ‎ [чалик]) — ‘чижик (игра)’;
2. возможно из тюркского (цалык, чалыхъ, цалик) — ‘сердитый, ищущий ссоры; побитый, раненый; искривлённый, кривой, кривобокий’.[1]

## Происхождение
Куртатинская фамилия Цаликовых принадлежала к классу благородных фамилий (осет. уæздæттæ). Прародитель фамилии Цалик был одним из многочисленных потомков Курта, отцом Цалика называется Уаласых. По генеалогическим расчётам Цалык родился в начале XVII века, а от его брата Тохти происходит род Тохтиевых.

## Генеалогия
Родственной фамилией (осет. æрвадæлтæ) Цаликовых считаются Тохтиевы, иногда также называют фамилии Арбиевых и Саухаловых.
Генетическая генеалогия
Цаликов — G2-P18 > GG330 (DYS438=9, DYS391=9) —〈14〉〈24〉〈15〉〈9〉〈15-17〉〈11〉〈12〉〈11〉〈11〉〈10〉〈28〉

## Известные носители
Политика
- Ахмед Тембулатович Цаликов (1882—1928) — российский политический и государственный деятель, меньшевик.

Военная служба
- Альмахсид Бимбулатович Цаликов (1871—1931) — подполковник царской армии, участник Первой мировой войны.
- Данилбек (Джена) Гурдзибекович Цаликов (1838—1901) — генерал-майор царской армии.
- Джабраил Казбулатович Цаликов (1929) — генерал-майор, начальник учебного центра войск ПВО Ленинградского военного округа.
- Кантемир Александрович Цаликов (1908—1944) — советский военачальник, генерал-майор, Герой Советского Союза.
- Руслан Хаджисмелович Цаликов (1956) — первый заместитель министра обороны России.

Искусство
- Ахмет Бацкоевич Цаликов (1929-2023) — советский и азербайджанский скульптор, заслуженный художник Азербайджанской ССР, лауреат Государственной премии.
- Вадим Вадимович Цаликов (1966) — заслуженный деятель искусств Республики Северная Осетия-Алания, российский кинорежиссёр, сценарист, художник.
- Маирбек Курманович Цаликов (1911—1998) — заслуженный артист РФ, актёр, режиссёр, драматург.

Образование
- Нина Ахметовна Цаликова (1924—2003) — советский и российский педагог.

Религия
- Александр Иванович Цаликов (1841—1911) — протоиерей, видный представитель осетинской церковной интеллигенции, миссионер, просветитель, педагог.

Спорт
- Мусса Данилович Цаликов (1937—2020) — советский и российский футболист и тренер.
- Таймураз Борисович Цаликов (1952) — заслуженный тренер СССР по стрелковому спорту.